# كريم لوكيلي
كريم لوكيلي (بالهولندية: Karim Loukili)‏ (28 أبريل 1997 بهولندا - ) هو لاعب كرة قدم مغربي وهولندي في مركز الوسط. لعب مع يونج إف سي أوتريخت.

## روابط خارجية
- كريم لوكيلي على موقع قاعدة بيانات كرة القدم.إي يو (الإنجليزية)
- كريم لوكيلي على موقع Soccerway.com (الإنجليزية)
- كريم لوكيلي على موقع عالم كرة القدم.نت (الإنجليزية)